# Clásico Sampedrano
El Clásico Sampedrano es la rivalidad en el fútbol de Honduras que existe entre los equipos Real Club Deportivo España y el Club Deportivo Marathón ambos clubes los más representativos de la ciudad de San Pedro Sula a la que se le debe el nombre.
Es la rivalidad en Honduras que más se ha disputado entre equipos de la misma ciudad y se considera uno de los partidos más vistosos en la liga hondureña.

## Estadísticas
- Actualizada al 20 de abril de 2024.[1]

| Club        | G  | E  | P  | GF  | GC  |
| ----------- | -- | -- | -- | --- | --- |
| Real España | 91 | 81 | 76 | 311 | 269 |
| Marathón    | 81 | 81 | 91 | 269 | 311 |

## Palmarés
Real España y Marathón equipos poseen varios títulos en sus palmarés y son respectivamente el tercer y cuarto equipo con más títulos oficiales en el fútbol hondureño.
| torneo                           | Real España | CD Marathón |
| -------------------------------- | ----------- | ----------- |
| Liga Hondureña                   | 12          | 9           |
| Copa de Honduras                 | 2           | 2           |
| Supercopa de Honduras            | 0           | 1           |
| Copa Fraternidad Centroamericana | 2           | 0           |
| Total                            | 16          | 12          |

## Enfrentamientos en Finales
Históricamente el Real España y el Marathón se han enfrentado en final solo tres ocasiones.
- Temporada 1980-81 Real España junto el entrenador Néstor Matamala Consigue su cuarto título tras tres partidos donde quedarían 2-0 a favor, 0-1 en contra y el partido decisivo el 17 de diciembre de 1981 culminaria con un 2-1.
- Clausura 2007 La Realeza vuelve a ganar contra el Marathón tras perder el partido de ida 1-2 pero logran remontarlo por 3 goles a 1 con goles de Carlos Pabón, Tyson Núñez y Everaldo Ferreira  y para el Marathón descontando Emil Martínez, este resultado le dio al cuadro aurinegro su noveno título.
- Clausura 2008 tras una buena racha de ambos equipos se vuelven a enfrentar en la gran final, esta vez dando la estrella para el Monstruo Verde. la ida se cerraría con un 1-0 a favor del Marathón y el 13 de diciembre de 2008 se da el partido de vuelta donde gracias al gol de tiro libre del ídolo verde Mario René Berrios el Marathón consigue el 1-1 que le daría la victoria global y le sumaría su séptima estrella.

## Goleadores Históricos
- Jimmy Bailey - Real España (9).
- Leonel Machado - CD Marathón (8).